# Marmeralk
De marmeralk (Brachyramphus marmoratus) is een vogel uit de familie alken (Alcidae). De vogel werd in 1789 door  Johann Friedrich Gmelin geldig beschreven. Het is een bedreigde, kleine zeevogel die broedt in oude naaldbossen langs de Westkust van Alaska, Canada en tot in Midden-Californië.

## Kenmerken
De vogel is 25 cm. Het is een vrij kleine, gedrongen alk-achtige zeevogel, iets groter dan de kleine alk, die in het noorden van de Atlantische Oceaan en de Noordelijke IJszee voorkomt. In de broedtijd is deze zeevogel donkerbruin van boven en van onder ook bruin in een gemarmerd patroon. In de winter is de vogel donkergrijs van boven en wit van onder en witte schouderveren, donkere vlekken op de flanken en een donkere vlek op de oorstreek en rond het oog met een lichte oogring. De vogel lijkt op Kittlitz' alk, maar die is veel lichter gekleurd en heeft een kortere snavel.

## Verspreiding en leefgebied
Deze soort komt voor in de Verenigde Staten en Canada aan de westkust in Californië, Oregon, Washington, British Columbia, Zuidoost-Alaska, Prince William Sound, het schiereiland Kenai en nog wat eilanden tot aan de westelijke Aleoeten. De vogel broedt in oude naaldbossen met grote boomkronen en rijk aan epifyten, tot wel 60 km diep landinwaarts. De vogel maakt een nest op een dikke tak van mos en korstmossen, zeer opmerkelijk voor een zeevogel die 's winters op volle zee verblijft. Meer in het noorden, waar oude bossen ontbreken, nestelt de vogel op de grond.

## Status
De grootte van de populatie werd in 2012 door BirdLife International geschat op 350 tot 420 duizend individuen, de populatie-aantallen nemen echter af. Het leefgebied wordt aangetast door ontbossing. Het broedgebied wordt versnipperd door de aanleg van infrastructuur die met houtkap gepaard gaat. Daardoor dringen ook kraaiachtigen het broedgebied binnen die als nestpredator optreden. Om deze redenen staat deze soort als bedreigd op de Rode Lijst van de IUCN.

## Afbeeldingen

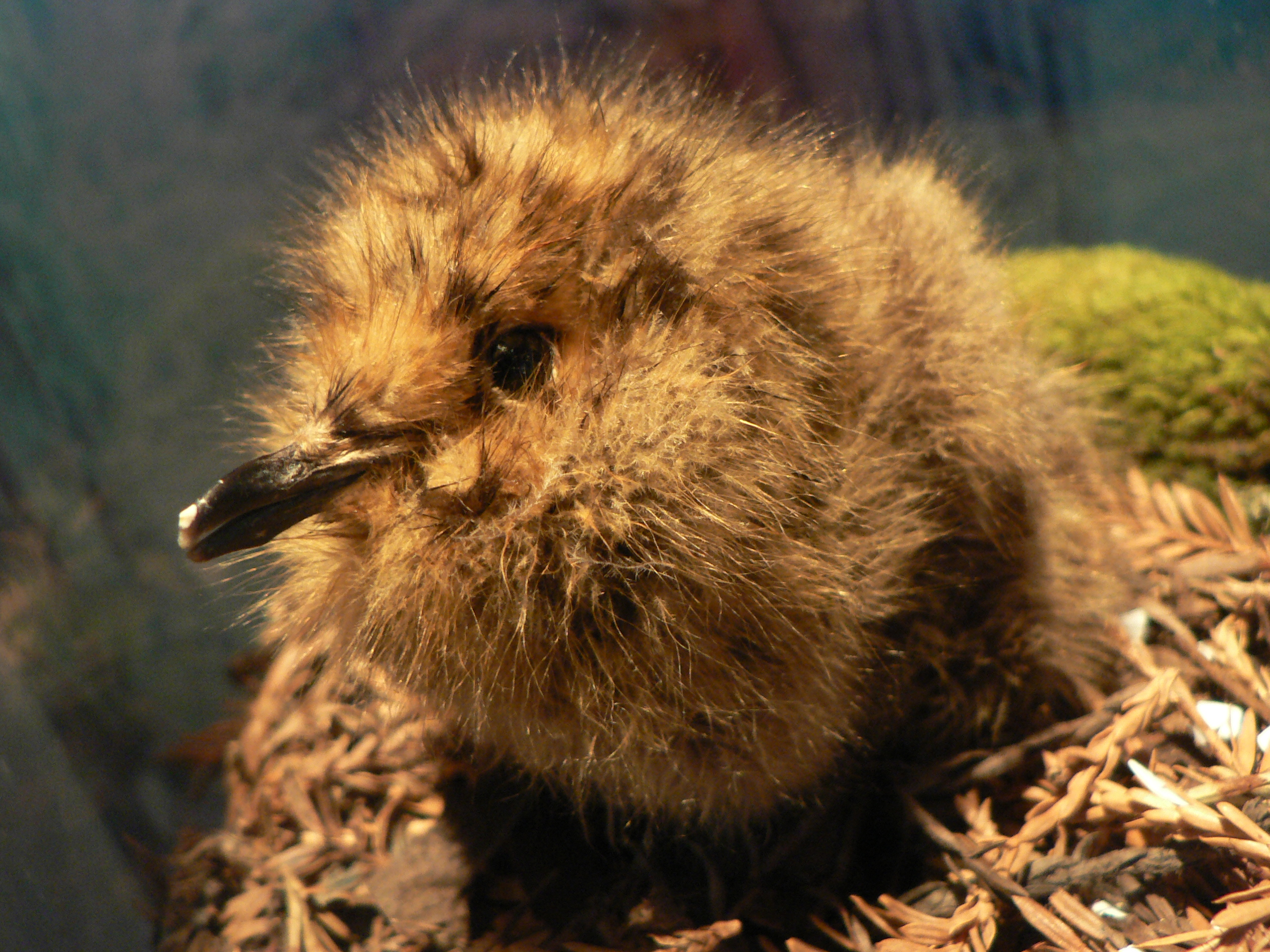
Kuiken op nest in boom (opgezet museumexemplaar)
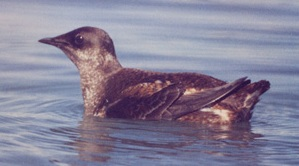
Marmeralk in zomerkleed